# Concertación por el Cambio
Concertación por el Cambio o simplemente Concertación fue una coalición venezolana creada el 21 de junio de 2018 por Henri Falcón. La coalición integró a siete partidos políticos opositores al Gobierno de Nicolás Maduro para hacerles frente en las elecciones presidenciales de Venezuela de 2018. La alianza apostó por lo que denominaban como la «ruta democrática» a través de mecanismos como el voto, el diálogo, las protestas pacíficas y el rechazo a la intervención extranjera.
En el año 2020 la coalición fue sustituida por la naciente Alianza Democrática con la incorporación de otros partidos, y la deserción de algunos otros.

## Historia
El 21 de junio de 2018, el dirigente de Avanzada Progresista y candidato presidencial en 2018, Henri Falcón, anunció la creación de la alianza, integrada por los partidos y movimientos políticos que apoyaron su candidatura en las elecciones de 2018. Falcón indicó que no se separó de la Mesa de la Unidad Democrática —coalición en la que militaba desde 2010— sino que la misma se «desvió de su ruta», afirmando que su coalición seguirá la «ruta» electoral, asimismo afirmó que su plataforma presentará propuestas al país ante la crisis que enfrenta. La alianza presentó sus propuestas económicas integrando la dolarización del salario.
El columnista Ascensión Reyes —del diario El Nacional— afirmó que se agudiza una crisis interna en la Mesa de la Unidad Democrática, y que la creación de Concertación significa otra división.
El 16 de septiembre de 2019, representantes de los partidos Avanzada Progresista, Movimiento al Socialismo, Cambiemos Movimiento Ciudadano y Soluciones para Venezuela, todos miembros de la Concertación, anunciaron la conformación de una mesa de diálogo con el cuestionado gobierno de Nicolás Maduro, en la que se acordó la reintegración de la bancada del Gran Polo Patriótico Simón Bolívar (GPPSB) en la Asamblea Nacional, así como formar un nuevo Consejo Nacional Electoral y el intercambio de petróleo por alimentos y medicinas esto sin participación del Frente Amplio Venezuela Libre y su líder, el presidente de la Asamblea Nacional y encargado de la República, Juan Guaidó, considerados la oposición mayoritaria.
En el año 2020 los partidos de la formación pasaron a una nueva coalición llamada Alianza Democrática lo que en la práctica disolvió Concertación por el Cambio.

## Partidos y movimientos integrantes
Entre los partidos y movimientos políticos que conforman esta coalición están:
| Partido o movimiento                                     | Ideología              |
| -------------------------------------------------------- | ---------------------- |
| Avanzada Progresista                                     | Progresismo            |
| Movimiento al Socialismo                                 | Socialismo democrático |
| Movimiento Cambiemos                                     | Pluralismo             |
| Archivo:Logo movev.jpg Movimiento Ecológico de Venezuela | Ecologismo             |
| Movimiento Soluciones                                    | Socialdemocracia       |
| Movimiento Juntos                                        | Socialismo democrático |
| Independientes por la Comunidad Nacional                 | Bolivarianismo         |
| COPEI                                                    | Democracia Cristiana   |
| Movimiento De Frente con Venezuela                       | Pluralismo             |

## Elecciones

### Municipales
| Año  | Votos     | %                | Concejales | Concejos Municipales |
| ---- | --------- | ---------------- | ---------- | -------------------- |
| 2018 | 1 160 493 | \| \| 20.45 % \| | 94/2459    | 12/335               |
|      | 20.45 %   |                  |            |                      |

### Concejos Municipales
Según las noticias del Efecto Cocuyo:
De 80 cámaras municipales que tenía la oposición ahora solo queda con 10 tras las elecciones del 9 de diciembre.
- Municipio El Hatillo
- Municipio Chacao
- Municipio Monte Carmelo (Trujillo)
- Municipio Maneiro
- Municipio Los Salias
- Municipio Diego Bautista Urbaneja
- Municipio Simón Rodríguez (Táchira)
- Municipio Seboruco
- Municipio Francisco de Miranda
- Municipio Antonio Pinto Salinas
- Municipio Guaraque
- Municipio Buchivacoa(según las noticias del Estado Falcon:Oposición alcanzó seis concejalías en tres municipios de Falcón).